# Volo Cubana de Aviación 9646
Il volo Cubana de Aviación 9646 era un volo charter internazionale dall'aeroporto Internazionale José Martí, Cuba, all'aeroporto di Milano-Malpensa, Italia, con scalo intermedio all'aeroporto di Colonia-Bonn, Germania. Il 3 settembre 1989, un Ilyushin Il-62M operante il volo si schiantò subito dopo il decollo dall'Avana, a Cuba. Nel disastro persero la vita 150 persone, delle quali 126 si trovavano a bordo dell'aereo e 24 a terra.

## L'aereo
Il velivolo coinvolto era un Ilyushin Il-62M (numero di serie 3850453) prodotto dallo stabilimento aeronautico di Kazan' approssimativamente nel terzo trimestre del 1988. Alla fine dello stesso anno, era stato venduto a Cubana de Aviación, dove ricevette le marche CU-T1281. Era spinto da quattro motori turbogetto Soloviev D-30KU prodotti all'impianto di Rybinsk. Al momento dell'incidente, l'aereo aveva accumulato 1 326 ore di volo in 254 cicli di decollo-atterraggio.

## L'incidente
Una tempesta tropicale si era avvicinata a una decina di chilometri dall'aeroporto José Martí; la velocità del vento all'aerodromo aveva raggiunto i 30-40 km e vi era la presenza di forte pioggia. Nonostante le pessime condizioni meteorologiche, il comandante decise di decollare. Alle 18:57, l'aereo decollò dalla pista guadagnando appena 53 metri di altezza, entrò in un forte downdraft e iniziò a scendere bruscamente. Per aumentare la velocità  i piloti ridussero l'angolo dei flap da 30° a 15°, ma questa azione ridusse la portanza delle ali e portò a una discesa ancora più veloce. Avendo perso quota, il volo CU9646 colpì un radiofaro di navigazione, poi una piccola collina e infine si schiantò in una zona residenziale dell'Avana distruggendo diverse dozzine di case.
Le ambulanze arrivarono sul luogo dell'incidente e la polizia isolò rapidamente l'area. Sul luogo dello schianto venne trovato l'unico sopravvissuto (un uomo di 22 anni), ma 8 giorni dopo, l'11 settembre, morì per le ferite riportate. Nessuna delle 126 persone a bordo sopravvisse; persero la vita anche 24 persone a terra. Il numero totale delle vittime dello schianto del volo CU9646 è di 150, che rimane il peggiore nella storia di Cuba, sorpassando (per numero di morti) lo schianto del volo Aeroflot 331 avvenuto nel 1977 e diventando il terzo peggior disastro di un Il-62 (dopo il disastro di Varsavia e quello vicino a Mosca).

## Le indagini
Nel rapporto finale della commissione, gli investigatori incolparono il comandante che aveva deciso di decollare in condizioni meteorologiche pessime e aveva sottovalutato il pericolo di un microburst. Secondo la commissione, al momento del decollo dell'aereo, la velocità del vento poteva aver raggiunto i 100 km/h, il che a sua volta avrebbe potuto comportare una perdita di portanza. La decisione dell'equipaggio di retrarre i flap in quel momento non fece che complicare ulteriormente la situazione.